# NGC 1366
NGC 1366 is een lensvormig sterrenstelsel in het sterrenbeeld Oven. Het hemelobject werd op 9 oktober 1790 ontdekt door de Duits-Britse astronoom William Herschel. NGC 1366 maakt deel uit van de kleine Fornaxcluster, die 58 sterrenstelsels bevat.

## van den Bos 52 (HD 22262)
Gezien vanaf de aarde bevindt het stelsel NGC 1366 zich schijnbaar 6,9 boogminuten ten zuiden van de dubbelster B 52 (van den Bos 52 / HD 22262). Amateurastronomen kunnen, met behulp van telescopen, deze dubbelster aanwenden als gidsobject om NGC 1366 op te sporen. De dubbelster B 52 was ontdekt en onderzocht door de Nederlands-Zuid-Afrikaanse astronoom Willem Hendrik van den Bos.

## Synoniemen
- PGC 13197
- ESO 418-10
- MCG -5-9-13